# Guglielmo II d'Inghilterra
Guglielmo II d'Inghilterra detto il Rosso (in inglese William II Rufus; Normandia, 1060 circa – New Forest, 2 agosto 1100) è stato re d'Inghilterra dal 26 settembre 1087 al 2 agosto 1100, con poteri anche su Scozia, Galles e Normandia.
Benché Guglielmo fosse un soldato efficace, fu un governante crudele e poco amato dai sudditi; secondo la Cronaca anglosassone, egli fu "odiato da quasi tutta la sua gente". Il suo appellativo Rufus (il rosso), era verosimilmente dovuto al colore dei suoi capelli o al suo aspetto rubizzo, o forse a causa del suo carattere sanguinario. Non è sorprendente che i cronisti del tempo dessero un giudizio duro di Rufus, poiché tutti i letterati dell'epoca erano uomini di chiesa, contro i quali Rufus combatté duramente e a lungo.
Guglielmo stesso sembra avesse un carattere estroverso, e il suo regno fu segnato dal suo temperamento bellicoso e dal disprezzo verso gli anglosassoni e la loro cultura. Non si sposò mai e non ebbe nemmeno figli illegittimi; è stato suggerito che fosse omosessuale.

## Origine
Sia secondo il monaco e cronista normanno Guglielmo di Jumièges, autore della sua Historiæ Normannorum Scriptores Antiqui, che secondo il cronista e monaco benedettino dell'abbazia di Malmesbury, nel Wiltshire (Wessex), Guglielmo di Malmesbury e il monaco e cronista inglese, Orderico Vitale, ed ancora il cronista e monaco benedettino inglese, Matteo di Parigi, era il figlio maschio terzogenito del duca di Normandia e re d'Inghilterra, Guglielmo il Conquistatore, e di Matilde delle Fiandre (1032 - 1083), che, secondo la Genealogica Comitum Flandriæ Bertiniana, era figlia di Baldovino V, conte delle Fiandre, e della sorella del re di Francia, Enrico I, Adele di Francia, che secondo la Genealogiæ Scriptoris Fusniacensis era figlia del re di Francia, Roberto II, detto il Pio.
Guglielmo il Conquistatore, sempre secondo Guglielmo di Jumièges, era l'unico figlio del sesto signore della Normandia, il quarto ad ottenere formalmente il titolo di Duca di Normandia, Roberto I e di Herleva di Falaise detta anche Arletta (1010 circa –1050 circa), di umili origini, che, secondo Guglielmo di Jumièges, era la figlia di Fulberto o Herberto, un cameriere del duca (Herleva Fulberti cubicularii ducis filia) e della moglie Duda o Duwa, come ci conferma la Chronica Albrici Monachi Trium Fontium.

## Biografia

### I primi anni
Nacque nel Ducato di Normandia, posseduto dal padre, e che sarà ereditato dal fratello maggiore Roberto II di Normandia.
Quando Guglielmo era ancora un ragazzo suo fratello Riccardo, il secondogenito, morì in un anno imprecisato durante una partita di caccia nella New Forest, vicino a Southampton, lo stesso posto dove circa vent'anni dopo morirono sia Guglielmo II, che un loro nipote anche lui di nome Riccardo, figlio illegittimo del duca di Normandia, Roberto II, come ricorda il Florentii Wigornensis Monachi Chronicon.
Prediletto del padre, Guglielmo gli succedette sul trono d'Inghilterra quando questi morì, infatti Guglielmo I sul letto di morte aveva riconosciuto che il Ducato di Normandia avrebbe dovuto essere affidato al figlio primogenito, Roberto Cosciacorta o il Corto, nonostante il suo comportamento irriguardoso, mentre lasciò scritto all'Arcivescovo di Canterbury, Lanfranco, che il Regno d'Inghilterra andasse al suo figlio maschio terzogenito Guglielmo il Rosso (il The Chronicles of Florence of Worcester with two continuations, conferma che il fratellastro di Guglielmo I, Oddone di Bayeux, con tanti altri che erano stati incarcerati, furono liberati, per ordine di Guglielmo il Conquistatore, che dispose che il figlio primogenito, Roberto, ottenesse il titolo di duca di Normandia, mentre il regno d'Inghilterra andasse al secondogenito, Guglielmo detto il Rosso).
Guglielmo abbandonò il padre morente a Rouen, secondo il Florentii Wigornensis Monachi Chronicon, si precipitò a Winchester, a prendere possesso del tesoro reale e poi si recò a Londra da Lanfranco e il 26 settembre fu incoronato in Westminster.
Il fratello, Roberto, rientrato dall'esilio, denunciò Guglielmo come usurpatore, ma, poco dopo, giunse ad un accordo con il fratello per nominarsi eredi a vicenda.

### Inghilterra e Francia
Questa pace durò tuttavia meno di un anno. Infatti la divisione tra Inghilterra e Normandia presentò un dilemma per quei nobili che avevano possedimenti su entrambi i lati della Manica. Siccome Guglielmo il Rosso e Roberto erano rivali naturali, i nobili non potevano sperare di compiacere entrambi i loro signori, e quindi correvano il rischio di perdere il favore dell'uno o dell'altro (o di entrambi). Con l'intento di unire ancora una volta Inghilterra e Normandia sotto un unico governante; nel 1088 essi si rivoltarono allora contro Guglielmo il Rosso, in favore di Roberto, ritenuto di carattere più debole del fratello Guglielmo il Rosso e quindi migliore per gli interessi della nobiltà.
La rivolta per dare il trono inglese a Roberto fu capeggiata dal conte del Kent, il potente vescovo Oddone di Bayeux, zio sia di Guglielmo che di Roberto, come conferma anche il The Chronicles of Florence of Worcester with two continuations (London), liberato dopo cinque anni di prigionia. Si erano formati due partiti e Guglielmo il Rosso, che aveva l'appoggio della maggioranza del clero, comunque, riuscì a chiamare a raccolta gli inglesi (i nativi che fornirono i combattenti a piedi) e a sconfiggere, nel corso del 1088, la ribellione, forte soprattutto nel Kent e nel Sussex, organizzata intorno a Oddone e suo fratello, il conte di Cornovaglia, Roberto di Mortain, anche perché Roberto Cosciacorta o il Corto, come sempre a corto di denaro non si fece vivo in Inghilterra a sostenere i suoi seguaci.
Sempre secondo il The Chronicles of Florence of Worcester with two continuations (London), Oddone, avendo fortificato Rochester, aveva richiesto l'intervento del nipote, Roberto, che dalla Normandia, aveva inviato un piccolo corpo di armati, promettendo di arrivare al più presto in aiuto di Oddone; ma Guglielmo II, con l'aiuto di Lanfranco, reagì e riuscì ad avere ragione dei rivoltosi prima dell'intervento di Roberto.
Dopo essere stato sconfitto, Oddone fu bandito dal regno d'Inghilterra, la contea del Kent gli venne confiscata e fu costretto a rientrare in Normandia, a Bayeux, dove era ancora vescovo, mentre l'altro zio di Guglielmo, fratello di Oddone, Roberto di Mortain, venne perdonato.
Nel 1090 Guglielmo invase la Normandia, schiacciando le forze di Roberto e costringendolo a cedere la parte orientale del ducato. Poi i due si incontrarono a Caen, ricomposero le loro divergenze e Guglielmo accettò di aiutare Roberto a recuperare il Cotentin e l'Avranches, che Roberto aveva venduto al fratello minore, Enrico Beauclerc. Dopo essersi rappacificati, misero sotto assedio Mont Saint-Michel, dove si era rinchiuso Enrico Beauclerc, e dopo la sua resa lo costrinsero all'esilio, che poté tornare in Inghilterra, solo dopo il 1095.

### Lotte di potere
Gran parte del regno di Guglielmo II fu speso in aspre discussioni con la Chiesa; nel 1089, dopo la morte di Lanfranco, Arcivescovo di Canterbury, egli si appropriò di entrate ecclesiastiche alle quali non aveva diritto, e per questo venne molto criticato. In questa attività fu aiutato dal suo nuovo consigliere, Rainulfo Flambard, già al servizio di suo padre, che, divenuto tesoriere, escogitò nuovi sistemi di esazione, guadagnandosi l'odio della popolazione, ma resero felice re Guglielmo il Rosso; Flambard suggerì al re di lasciare vacante la sede di Canterbury, impossessandosi delle rimesse che forniva.
Solo nel 1093, Guglielmo permise tale nomina dell'abate di Bec, Anselmo, il discepolo favorito di Lanfranco, perché era gravemente malato; Anselmo accettò con la promessa della conseguente restituzione dei benefici ecclesiastici ed il riconoscimento di papa Urbano II, contro l'antipapa Clemente III.
Dopo che Anselmo era stato nominato Arcivescovo di Canterbury, si pervenne ad un lungo periodo di animosità tra Chiesa e Stato. Guglielmo e Anselmo si trovarono in disaccordo su diverse questioni ecclesiastiche ed anche economiche sulla divisione delle rendite dell'arcivescovado, poiché Guglielmo II, appena guarito, non mantenne gli impegni; Urbano II, riconosciuto papa da Guglielmo il Rosso solo nel 1095, pur dando il suo appoggio ad Anselmo, non pronunciò mai sentenze contro Guglielmo. Nell'ottobre 1097 Anselmo andò in esilio volontario, recandosi a Roma. Il problema venne in qualche modo mitigato per Guglielmo dalla sua abilità nel reclamare per sé le entrate dell'arcivescovado di Canterbury fintanto che Anselmo restava in esilio (ed Anselmo, secondo il Florentii Wigornensis Monachi Chronicon, vi rimase fino al regno del successore di Guglielmo, Enrico I). Durante il regno di Guglielmo fu favorita l'immigrazione degli Ebrei, che avevano cominciato a trovare rifugio in Inghilterra già con suo padre, Guglielmo il Conquistatore.
Guglielmo ebbe delle diatribe anche con il re scozzese, Malcolm III, costringendolo a rendergli l'omaggio nel 1091 e catturando la città di confine di Carlisle nel 1092. Comunque, Guglielmo ottenne il controllo effettivo del trono scozzese dopo la morte di Malcolm (Malcolm venne ucciso in un'imboscata tesagli dagli inglesi nei pressi di Alnwick). Nel 1096, Guglielmo appoggiò il tentativo di Edgardo Atheling di detronizzare il fratello di Malcolm III, Donald Bane, a favore di suo nipote, anch'egli di nome, Edgardo. Edgardo Atheling sconfisse e cacciò Donald III e il nipote Edgardo fu incoronato e governò la Scozia dal 1097 al 1107, dovendo la sua posizione a Guglielmo il Rosso, riconobbe sempre la superiorità inglese.
Invece nel Galles, Guglielmo il Rosso tentò una lenta conquista e, nel 1093, arrivò a Pembroke, dove fu costruito un castello. Nel 1094 i gallesi, con un contrattacco, e in due anni, riuscirono a riconquistare quasi tutti i territori, solo il castello di Pembroke, riuscì a resistere all'assedio, nel 1096. Tra il 1097 ed il 1098 Guglielmo II tentò di recuperare il terreno perduto nel Galles, con scarsi successi, ed il Galles del nord non fu mai ridotto all'obbedienza, rimanendo un principato indipendente, governato da Gruffydd ap Cynan.
Nel 1094, Guglielmo attaccò la Normandia centrale e cercò di occupare Caen, ma il re di Francia, Filippo I accorse in aiuto di Roberto, facendosi pagare sia in denaro che in concessioni territoriali. Guglielmo fu così cacciato da Caen, e sullo slancio fu attaccato nella Normandia orientale; riuscì a salvarsi solo corrompendo Filippo I, che si ritirò dall'impresa, permettendogli di rientrare in Inghilterra.
Nel 1095 Roberto di Mowbray, Conte di Northumbria, che aveva appoggiato Oddone d'Evreux, a cui era stato permesso di rientrare nella sua contea, non volle recarsi alla corte di Guglielmo per rendergli omaggio, si ribellò ed ebbe l'appoggio di Ruggero di Lacy e di Guglielmo II d'Eu. Guglielmo il Rosso di conseguenza guidò un esercito contro i ribelli e li sconfisse; il Conte venne spogliato dei suoi possedimenti e imprigionato per tutta la vita, Guglielmo di Eu, venne accusato di tradimento e per questo fu castrato e accecato, mentre il Lacy, fu privato di tutti i suoi possedimenti ed esiliato.
Nel 1096, mentre Guglielmo trattava col fratello Enrico per aiutarlo a rientrare in possesso dei feudi in Normandia che aveva comprato dal fratello Roberto e da cui era stato scacciato nel 1091. Suo fratello, Roberto, in quello stesso anno, decise di partecipare alla Prima crociata; egli, come sempre, aveva bisogno dei soldi per sovvenzionare l'impresa e secondo Guglielmo di Malmesbury, nel 1096, Roberto ipotecò il ducato di Normandia a Guglielmo il Rosso per la somma di 10.000 marchi, allo scopo di raccogliere denaro per partire per la Terra santa con la Prima Crociata. Guglielmo, come era solito fare, raccolse i soldi in tutta fretta, imponendo una tassa speciale alta e per nulla gradita, su tutta l'Inghilterra.
Accompagnato dallo zio Oddone di Bayeux e da Edgardo Atheling, ultimo discendente del Casato dei Wessex e re d'Inghilterra per poche settimane prima di Guglielmo il Conquistatore, Roberto iniziò il viaggio di trasferimento in compagnia del cugino, Roberto II conte delle Fiandre, con un seguito di cavalieri inglesi, normanni, franchi e fiamminghi nel settembre del 1096.
Partito Roberto, Guglielmo governò quindi la Normandia come reggente, convinto che il fratello non sarebbe mai stato in grado di restituirgli la somma dovuta. Guglielmo, nel 1097, fece ritorno in Normandia, e fino al 1099 condusse delle campagne in Francia, catturando e occupando la contea del Maine ed iniziando la conquista del Vexin francese. Al momento della sua morte stava concordando col duca d'Aquitania, che aveva intenzione di recarsi in Terra santa, un accordo, simile a quello fatto col fratello Roberto, per avere il controllo sul Poitou.

### La morte atipica di Guglielmo Rufus

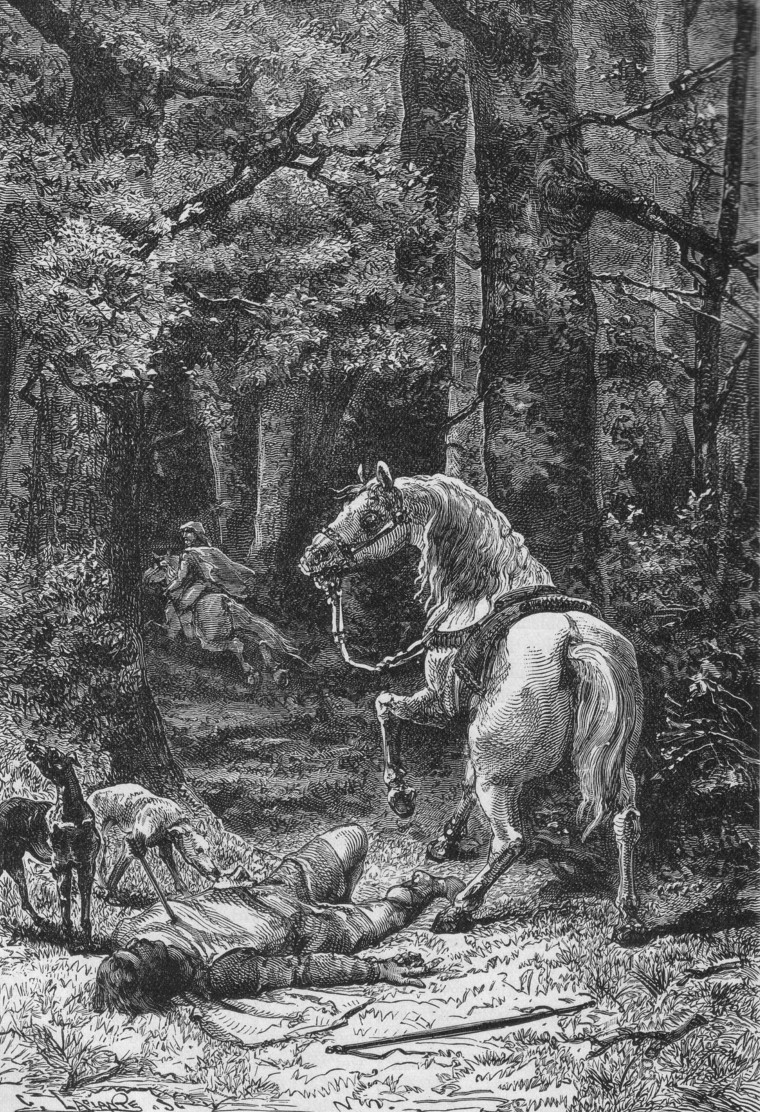
Morte di Guglielmo Rufus. Litografia del 1895

La vita di Guglielmo Rufus si concluse con un evento le cui circostanze rimangono oscure. Nel corso di una bella giornata di agosto del 1100, Guglielmo organizzò una battuta di caccia a New Forest, vicino a Southampton, (Hampshire). Il gruppo si sparse mentre cacciava le sue prede, e Guglielmo, in compagnia di Walter Tirel, Signore di Poix, rimase separato dagli altri. Fu l'ultima volta che venne visto vivo.
Guglielmo fu trovato il giorno seguente da un gruppo di paesani del posto, mentre giaceva morto nel bosco con una freccia conficcata nel petto. Il corpo di Guglielmo venne abbandonato dai nobili nel luogo dove era caduto, perché la legge e l'ordine del regno morirono col Re, ed essi dovettero correre ai loro possedimenti inglesi o normanni per garantire i loro interessi. La leggenda vuole che a un locale carbonaio di nome Purkis venne lasciato il compito di portare il corpo del Re a Winchester a bordo del suo carretto.
Secondo i cronisti, la morte di Guglielmo non fu dovuta ad assassinio. Walter e William stavano cacciando assieme quando Walter lasciò partire un colpo che invece di raggiungere il bersaglio a cui aveva mirato, colpì Guglielmo nel petto. Guglielmo cadde pesantemente, conficcando la freccia in profondità e segnando così il suo destino. Walter cercò di aiutarlo, ma non ci fu niente da fare. Temendo che sarebbe stato accusato di omicidio, Walter preso dal panico, inforcò il cavallo e fuggì. Questo è il riassunto del racconto che ne fa Orderico Vitale, ricordando che alla caccia partecipava anche Enrico, il fratello minore di Guglielmo Rufus, che constatata la morte del fratello si precipitò a Winchester, sede del tesoro reale.
Secondo il Florentii Wigornensis Monachi Chronicon, il 2 agosto 1100, Guglielmo stava cacciando nella New Forest, quando un certo Tirel, scoccò una freccia che involontariamente colpì a morte il re. La morte di Guglielmo II viene riportata dagli Obituaires de Sens Tome II.
Ai cronisti, un tale "Atto di Dio" apparve una fine giusta ed adatta per un Re malvagio. Comunque, nel corso dei secoli, l'ovvia suggestione che uno dei nemici di Guglielmo potesse aver prestato mano a questo evento straordinario, venne avanzata più volte. Anche i cronisti dell'epoca fanno notare che Walter era noto come abile arciere, e difficilmente avrebbe scoccato un tiro così impetuoso. Inoltre Enrico, fratello di Guglielmo, che faceva parte del gruppo di cacciatori quel giorno, beneficiò direttamente della morte di Guglielmo, in quanto poco dopo venne incoronato Re, come ci riferisce Orderico Vitale.
Sugerio di Saint-Denis, un altro cronista, era amico di Tirel e gli diede rifugio durante il suo esilio in Francia. Egli disse in seguito: 
come viene riportato nel Florentii Wigornensis Monachi Chronicon.
Sempre secondo il Florentii Wigornensis Monachi Chronicon, Re Guglielmo II fu sepolto nella Cattedrale di Winchester. anche il The Chronicles of Florence of Worcester with two continuations, conferma la sepoltura nella Cattedrale di Winchester, ricordando che nello stesso posto morirono anche suo fratello, Riccardo, circa venti anni prima ed un nipote, anche lui di nome Riccardo, figlio illegittimo del duca di Normandia, Roberto II, un anno prima.
Nel XX secolo, ispirandosi agli studi di James Frazer, Margaret Murray ipotizza che Guglielmo II fosse segretamente pagano e che la sua morte fosse una sorta di sacrificio umano volontario dovuta alla sua caratteristica di Re sacro.
A Guglielmo succedette il fratello minore Enrico, che ormai da oltre cinque anni viveva in Inghilterra ed aveva l'appoggio sia della nobiltà che della popolazione inglese. Roberto era in Terra santa e anche se rientrò subito, si trovò al suo ritorno di fronte al fatto compiuto.

## La Pietra di Rufus
Una pietra nota come la Pietra di rufus, segna il punto in cui si crede che cadde. (SU 270 124 Archiviato il 1º marzo 2006 in Internet Archive.)
L'iscrizione sulla Pietra di Rufus riporta queste parole:
Qui stava la quercia, sulla quale una freccia scoccata da Sir Walter Tyrell verso un cervo, rimbalzò e colpì Re Guglielmo il Secondo, detto Rufus, sul petto, per la quale morì all'istante, il secondo giorno di agosto, anno 1100. Re Guglielmo il Secondo, detto Rufus, rimasto ucciso come si è detto, venne posto su un carretto, appartenente ad un certo Purkis, e trasportato da qui a Winchester, e sepolto nella Chiesa Cattedrale di quella città.

## Discendenza
Guglielmo non si sposò e di lui non si conosce alcuna discendenza. Orderico Vitale scrisse che Guglielmo Rufus non ha mai avuto una moglie legittima, ma non disdegnava avere delle amanti anche se erano donne sposate

## Guglielmo II nella narrativa
Guglielmo II è indirettamente il soggetto di due racconti storici di George Shipway, intitolati The Paladin e The Wolf Time. Il personaggio principale è Walter Tirel (o Tyrell) il presunto assassino di re Guglielmo, e la principale motivazione nella trama dei racconti è che l'assassinio venne architettato da Enrico.

## Ascendenza
|                            |                         |                       | Genitori                    |  |  | Nonni |  |  | Bisnonni                 |  |  | Trisnonni               |  |
|                            |                         |                       |                             |  |  |       |  |  | Riccardo II di Normandia |  |  | Riccardo I di Normandia |  |
|                            |                         |                       |                             |  |  |       |  |  | Riccardo II di Normandia |  |  | Riccardo I di Normandia |  |
|                            |                         | Gunnora di Normandia  |                             |  |  |       |  |  | Riccardo II di Normandia |  |  |                         |  |
| Roberto I di Normandia     |                         |                       |                             |  |  |       |  |  | Riccardo II di Normandia |  |  |                         |  |
|                            |                         | Giuditta di Bretagna  | Conan I di Bretagna         |  |  |       |  |  |                          |  |  |                         |  |
|                            |                         | Giuditta di Bretagna  | Conan I di Bretagna         |  |  |       |  |  |                          |  |  |                         |  |
|                            |                         | Giuditta di Bretagna  | Ermengarde-Gerberga d'Angiò |  |  |       |  |  |                          |  |  |                         |  |
| Guglielmo I d'Inghilterra  |                         | Giuditta di Bretagna  |                             |  |  |       |  |  |                          |  |  |                         |  |
|                            |                         | Fulbert di Falaise    | …                           |  |  |       |  |  |                          |  |  |                         |  |
|                            |                         | Fulbert di Falaise    | …                           |  |  |       |  |  |                          |  |  |                         |  |
|                            |                         | Fulbert di Falaise    | …                           |  |  |       |  |  |                          |  |  |                         |  |
| Herleva                    |                         | Fulbert di Falaise    |                             |  |  |       |  |  |                          |  |  |                         |  |
|                            |                         | Duda                  | …                           |  |  |       |  |  |                          |  |  |                         |  |
|                            |                         | Duda                  | …                           |  |  |       |  |  |                          |  |  |                         |  |
|                            |                         | Duda                  | …                           |  |  |       |  |  |                          |  |  |                         |  |
| Guglielmo II d'Inghilterra |                         | Duda                  |                             |  |  |       |  |  |                          |  |  |                         |  |
|                            | Baldovino IV di Fiandra | Arnolfo II di Fiandra |                             |  |  |       |  |  |                          |  |  |                         |  |
|                            | Baldovino IV di Fiandra | Arnolfo II di Fiandra |                             |  |  |       |  |  |                          |  |  |                         |  |
|                            | Baldovino IV di Fiandra | Rozala d'Ivrea        |                             |  |  |       |  |  |                          |  |  |                         |  |
| Baldovino V di Fiandra     | Baldovino IV di Fiandra |                       |                             |  |  |       |  |  |                          |  |  |                         |  |
|                            |                         | Ogiva di Lussemburgo  | Federico di Lussemburgo     |  |  |       |  |  |                          |  |  |                         |  |
|                            |                         | Ogiva di Lussemburgo  | Federico di Lussemburgo     |  |  |       |  |  |                          |  |  |                         |  |
|                            |                         | Ogiva di Lussemburgo  | Ermentrude (?)              |  |  |       |  |  |                          |  |  |                         |  |
| Matilde delle Fiandre      |                         | Ogiva di Lussemburgo  |                             |  |  |       |  |  |                          |  |  |                         |  |
|                            |                         | Roberto II di Francia | Ugo Capeto                  |  |  |       |  |  |                          |  |  |                         |  |
|                            |                         | Roberto II di Francia | Ugo Capeto                  |  |  |       |  |  |                          |  |  |                         |  |
|                            |                         | Roberto II di Francia | Adelaide d'Aquitania        |  |  |       |  |  |                          |  |  |                         |  |
| Adele di Francia           |                         | Roberto II di Francia |                             |  |  |       |  |  |                          |  |  |                         |  |
|                            |                         | Costanza d'Arles      | Guglielmo I di Provenza     |  |  |       |  |  |                          |  |  |                         |  |
|                            |                         | Costanza d'Arles      | Guglielmo I di Provenza     |  |  |       |  |  |                          |  |  |                         |  |
|                            |                         | Costanza d'Arles      | Adelaide d'Angiò            |  |  |       |  |  |                          |  |  |                         |  |
|                            |                         | Costanza d'Arles      |                             |  |  |       |  |  |                          |  |  |                         |  |

### Fonti primarie
- (LA)  Florentii Wigorniensis monachi Chronicon, Tomus II.
- (EN)  The Chronicles of Florence of Worcester with two continuations.
- (LA)  Monumenta Germaniae Historica, Scriptores, tomus IX.
- (LA)  Monumenta Germaniae Historica, Scriptores, tomus XIII.
- (LA)  Monumenta Germanica Historica, tomus XXIII.
- (LA)  Ordericus Vitalis, Historia Ecclesiastica, vol. II.
- (LA)  Ordericus Vitalis, Historia Ecclesiastica, vol. unicum.
- (LA)  Matthæi Parisiensis, monachi Sancti Albani, Chronica majora, vol I.
- (EN)  Chronicle of the Kings of England: From the Earliest Period to the Reign, of king William's children.
- (LA)  Historiæ Normannorum Scriptores Antiqui.

### Letteratura storiografica
- (EN)  Barlow, Frank. William Rufus. Berkeley, CA: University of California, 1983. ISBN 0-300-08291-6
- (EN)  Douglas, David C. William the Conqueror; the Norman impact upon England. Berkeley, CA: University of California, 1964. ISBN 0-520-00350-0
- (EN)  Hollister, C. Warren. "The Strange Death of William Rufus." Speculum, 48.4 (1973): 637-653.
- (EN)  Mason, Emma. "William Rufus: myth and reality." Journal of Medieval History, 3.1 (1977): 1-20.
- (EN)  Warren, W. L. "The Death of William Rufus." History Today, 9 (1959)
- Louis Halphen, "La Francia dell'XI secolo", cap. XXIV, vol. II (L'espansione islamica e la nascita dell'Europa feudale) della Storia del Mondo Medievale, 1999, pp. 770–806.
- Z.N. Brooke, "Gregorio VII e la prima disputa tra impero e papato", cap. XII, vol. IV (La riforma della chiesa e la lotta fra papi e imperatori) della Storia del Mondo Medievale, 1999, pp. 353–421.
- William B. Stevenson, "La prima crociata", cap. XX, vol. IV (La riforma della chiesa e la lotta fra papi e imperatori) della Storia del Mondo Medievale, 1999, pp. 718–756.
- Louis Halphen, "La Francia: Luigi VI e Luigi VII (1108-1180)", cap. XVII, vol. V (Il trionfo del papato e lo sviluppo comunale) della Storia del mondo medievale, 1999, pp. 705–739.
- William John Corbett, "L'evoluzione del ducato di Normandia e la conquista normanna dell'inghilterra", cap. I, vol. VI (Declino dell'impero e del papato e sviluppo degli stati nazionali) della Storia del Mondo Medievale, 1999, pp. 5–55.
- William John Corbett, "Inghilterra, 1087-1154", cap. II, vol. VI (Declino dell'impero e del papato e sviluppo degli stati nazionali) della Storia del Mondo Medievale, 1999, pp. 56–98.
- Cecil Roth, "Gli ebrei nel Medioevo", cap. XXII, vol. VI (Declino dell'impero e del papato e sviluppo degli stati nazionali) della Storia del Mondo Medievale, 1999, pp. 848–883.